# Cavendish (Vermont)
Cavendish ist eine Town im Windsor County des Bundesstaates Vermont in den Vereinigten Staaten mit 1392 Einwohnern (laut Volkszählung von 2020).

## Geografie

### Geografische Lage
Die Town liegt zentral im südlichen Bereich des Windsor Countys, in den östlichen Ausläufern der Green Mountains. Das Gelände ist hügelig. Der Black River durchfließt Cavendish in west-östlicher Richtung. Auf dem Gebiet der Town befinden sich mehrere Wasserfälle. Er hat diverse kleine nördliche und südliche Zuflüsse. Im Norden befindet sich ein Ausläufer des Knapp Brook Wildlife Management Area, im Süden die Hawks Mountain Wildlife Management Area mit dem 645 m hohen Hawks Mountain und im Südwesten der Proctor - Piper State Forest. Die Vermont State Route 131 folgt in ost-westlicher Richtung dem Verlauf des Black Rivers, mündet in der aus Süden kommenden State Route 103 und diese verlässt in westlicher Richtung die Town.

### Nachbargemeinden
Alle Entfernungen sind als Luftlinien zwischen den offiziellen Koordinaten der Orte aus der Volkszählung 2010 angegeben.
- Norden: Reading, 3,3 km
- Nordosten: West Windsor, 11,1 km
- Osten: Weathersfield, 13,7 km
- Südosten: Baltimore, 4,7 km
- Süden: Chester, 5,0 km
- Westen: Ludlow, 11,6 km
- Nordwesten: Plymouth, 12,2 km

### Stadtgliederung
Auf dem Gebiet der Town befinden sich die Villages Duttonsville und Proctorsville Village.

### Klima
|                       | Jan   | Feb   | Mär  | Apr  | Mai  | Jun  | Jul  | Aug  | Sep  | Okt  | Nov  | Dez   |   |      |
| Mittl. Tagesmax. (°C) | −1,6  | −0,1  | 5,2  | 12,7 | 20,4 | 25,1 | 27,6 | 26,3 | 21,8 | 15,2 | 7,3  | 0,2   | ⌀ | 13,4 |
| Mittl. Tagesmin. (°C) | −14,0 | −13,7 | −7,7 | −1,4 | 4,6  | 9,7  | 12,4 | 11,2 | 7,1  | 1,1  | −3,4 | −10,4 | ⌀ | −0,3 |
|                       |       |       |      |      |      |      |      |      |      |      |      |       |   |      |
| Niederschlag (mm)     | 81    | 72    | 88   | 92   | 95   | 102  | 101  | 89   | 91   | 93   | 97   | 86    | Σ | 1087 |
|                       |       |       |      |      |      |      |      |      |      |      |      |       |   |      |
| Regentage (d)         | 11    | 10    | 11   | 11   | 13   | 13   | 12   | 11   | 11   | 11   | 11   | 11    | Σ | 136  |

| −14,0 |

| −13,7 |

| −7,7 |

| −1,4 |

| 4,6 |

| 9,7 |

| 12,4 |

| 11,2 |

| 7,1 |

| 1,1 |

| −3,4 |

| −10,4 |

| −14,0 |

| −13,7 |

| −7,7 |

| −1,4 |

| 4,6 |

| 9,7 |

| 12,4 |

| 11,2 |

| 7,1 |

| 1,1 |

| −3,4 |

| −10,4 |

Im langjährigen Mittel fallen im Jahresdurchschnitt etwa 218 cm Schnee pro Jahr, mit Spitzenwerten im Dezember (42,9 cm), Januar (46,5 cm), Februar (48,8 cm) und März (41,4 cm). Nur Juli, August und September gelten als sicher schneefrei.

## Geschichte
Benning Wentworth als Gouverneur von New Hampshire gründete Cavendish am 12. Oktober 1761 im Rahmen der New Hampshire Grants, einen weiteren Grant gab es durch die Provinz New York am 16. Juni 1762. Benannt wurde Cavendish von Wentworth vermutlich nach William Cavendish, 4. Duke of Devonshire.
Als erste Siedler erreichten John und Susanna Coffeen mit drei Kindern im Jahr 1769 Cavendish. Nach Salmon Dutton, der sich im Jahr 1781 in Cavendish niederließ, wurde das Village Duttonsville benannt und nach Leonard Proctor, der im Jahr 1782 die Town erreichte, Proctorsville.
Im Jahr 1793 wurde Cavendish verkleinert und die südöstliche Ecke ca. 1214 Hektar (3000 Acre) der Town wurde zur eigenständigen Town Baltimore. Dies lag an der abgeschiedenen Lage südlich des Hawks Mountain. 1841 spaltete sich dann im Süden mit 809 Hektar (2000 Acre) die Town Chester ab.
Die ersten Siedler ließen sich auf den Höhen nieder, da es dort einfacher war, das Land zu roden. Es wurde Getreide angebaut und Schafe gehalten. Anfang des 19. Jahrhunderts gab es drei Getreidemühlen, acht Sägewerke, drei Kardierereien, zwei Wollfabriken, eine Nagelfabrik, drei Gerbereien, eine Blechverarbeitung, eine Ofenfabrik, eine Hutfabrik und weitere Unternehmen. Weitere Gewerke kamen später dazu.
Einen spektakulären Unfall in Cavendish erlitt Phineas Gage der im Jahr 1848 an der Bahnstrecke nach Cavendish arbeitete. Eine Eisenstange durchbohrte seinen Schädel, trat unterhalb des linken Wangenknochens in den Kopf ein und oben am Kopf wieder aus. Diesen Unfall überlebte er und für die neurowissenschaftliche Forschung war der Unfall von großer Bedeutung, denn es konnten die Genesung und auch Wesensveränderungen in der Folge beobachtet werden.
Durch eine Schenkung von 171,5 Hektar (424 Acre) konnte im Jahr 1914 der Proctor Piper State Forest gegründet werden. Er wurde durch eine weitere Schenkung Mitte der 1930er Jahre um 121,4 Hektar (300 Acre) und später um weitere 283 Hektar (700 Acre) erweitert.
Der Neuengland-Hurrikan von 1927 ließ den Black River über die Ufer treten, der in Lower Cavendish Village mehrere Gebäude, Garagen und Automobile beschädigte. Auch der Neuengland-Hurrikan von 1938 traf die Town. Tausende Bäume wurden umgeworfen und die Straßen blockiert. Eine weitere Flut traf Cavendish im Jahr 1973, die Straßen und Brücken beschädigte. Ein Tornado richtete im Jahr 2003 Schäden an und auch der Hurrikan Irene traf Cavendish im Jahr 2011 schwer.
Alexander Solschenizyn, Nobelpreisträger, Autor und Dissident, lebte von 1977 bis 1994 in Cavendish. Nach dem Ende der Sowjetunion kehrte er nach Russland zurück.

### Religionen
Es gibt in Cavendish die römisch-katholische Kirche Holy Name of Mary und in Proctorsville die Evangelisch-methodistische Kirche St. James.

### Einwohnerentwicklung
| Volkszählungsergebnisse – Town of Cavendish, Vermont | Volkszählungsergebnisse – Town of Cavendish, Vermont | Volkszählungsergebnisse – Town of Cavendish, Vermont | Volkszählungsergebnisse – Town of Cavendish, Vermont | Volkszählungsergebnisse – Town of Cavendish, Vermont | Volkszählungsergebnisse – Town of Cavendish, Vermont | Volkszählungsergebnisse – Town of Cavendish, Vermont | Volkszählungsergebnisse – Town of Cavendish, Vermont | Volkszählungsergebnisse – Town of Cavendish, Vermont | Volkszählungsergebnisse – Town of Cavendish, Vermont | Volkszählungsergebnisse – Town of Cavendish, Vermont |
| Jahr                                                 | 1700                                                 | 1710                                                 | 1720                                                 | 1730                                                 | 1740                                                 | 1750                                                 | 1760                                                 | 1770                                                 | 1780                                                 | 1790                                                 |
| ---------------------------------------------------- | ---------------------------------------------------- | ---------------------------------------------------- | ---------------------------------------------------- | ---------------------------------------------------- | ---------------------------------------------------- | ---------------------------------------------------- | ---------------------------------------------------- | ---------------------------------------------------- | ---------------------------------------------------- | ---------------------------------------------------- |
| Einwohner                                            |                                                      |                                                      |                                                      |                                                      |                                                      |                                                      |                                                      |                                                      |                                                      | 491                                                  |
| Jahr                                                 | 1800                                                 | 1810                                                 | 1820                                                 | 1830                                                 | 1840                                                 | 1850                                                 | 1860                                                 | 1870                                                 | 1880                                                 | 1890                                                 |
| Einwohner                                            | 922                                                  | 1295                                                 | 1551                                                 | 1498                                                 | 1427                                                 | 1576                                                 | 1539                                                 | 1823                                                 | 1276                                                 | 1172                                                 |
| Jahr                                                 | 1900                                                 | 1910                                                 | 1920                                                 | 1930                                                 | 1940                                                 | 1950                                                 | 1960                                                 | 1970                                                 | 1980                                                 | 1990                                                 |
| Einwohner                                            | 1352                                                 | 1208                                                 | 1319                                                 | 1418                                                 | 1398                                                 | 1374                                                 | 1223                                                 | 1264                                                 | 1355                                                 | 1323                                                 |
| Jahr                                                 | 2000                                                 | 2010                                                 | 2020                                                 | 2030                                                 | 2040                                                 | 2050                                                 | 2060                                                 | 2070                                                 | 2080                                                 | 2090                                                 |
| Einwohner                                            | 1470                                                 | 1367                                                 | 1392                                                 |                                                      |                                                      |                                                      |                                                      |                                                      |                                                      |                                                      |

## Kultur und Sehenswürdigkeiten

### Parks
Der Proctor Piper State Forest ist ein State Forest, der sich zu beiden Seiten des Proctorville Gulfs befindet. Das Gelände ist steil, und er verfügt über viele Arten von Wald und einem Bergbach entlang der Hauptstraße. Durch das Civilian Conservation Corps wurden Picknick Plätze und Wege angelegt. Auch das Camp des CCC befindet sich noch im Wald.
Östlich des State Park befindet sich die Hawks Mountain Wildlife Management Area. Die Waldrechte liegen noch bei den Vorbesitzern. Das Gelände ist steil und felsig, es steigt vom Tal des Black Rivers auf den 645 m hohen Hawks Mountain. Das Gebiet ist Heimat für Stachelschweine und Luchse. Es ist bewachsen mit Zuckerahorn, Birken und Buchen auch mit Fichten und Roteichen. Saisonal befinden sich Bären in diesem Gebiet.

## Wirtschaft und Infrastruktur

### Verkehr
Wichtigster Verkehrsweg in Cavendish ist der von Osten nach Westen verlaufende Vermont State Route 131 und die im Süden auf die State Route 131 stoßende State Route 103. Die Bahnstrecke Bellows Falls–Burlington führt durch Cavendish und Proctorville.

### Öffentliche Einrichtungen
Das Springfield Hospital  in Springfield ist das nächstgelegene Krankenhaus für Cavendish.
In Proctorville befindet sich die Cavendish Fletcher Community Library. Diese steht den Schülern der Elementary School und den Bewohnern der Town zur Verfügung.
Es gibt 8 Friedhöfe in Cavendish. Bis auf dem Pest Cementary, der von 1811 bis 1815 genutzt wurde, finden noch auf allen anderen Friedhöfen Bestattungen statt.

### Bildung
Cavendish gehört mit Andover, Baltimore, Chester, Ludlow, Mt. Holly und Plymouth zur Two Rivers Supervisory Union.
In der Geschichte von Cavendish gab es mal gleichzeitig zehn kleine Schulen, mit Klassen von der ersten bis zur Klasse acht, verteilt über das Gebiet der Town. Heute gibt es in Proctorsville die Cavendish Town Elementary School mit Klassen von Kindergarten bis zur sechsten Klasse.
Schüler der Klassen 7 bis 12 können in Chester die Green Mountain Union High School besuchen.

## Persönlichkeiten

### Söhne und Töchter der Stadt
- Richard Fletcher (1788–1869), Politiker
- Ryland Fletcher (1799–1885), Politiker
- Redfield Proctor (1831–1908), Politiker
- Henry A. Fletcher (1839–1897), Politiker
- Fletcher D. Proctor(1860–1911), Politiker
- Nettie Stevens (1861–1912), Genetikerin

### Persönlichkeiten, die vor Ort gewirkt haben
- Alexander Solschenizyn (1918–2008), russischer Literaturnobelpreisträger, lebte in Cavendish im Exil